# Articolul 420
Articolul 420 (în hindi श्री ४२०, în urdu شری ٤٢٠, în traducere: Dl. 420, transliterat ca Shri 420) este un film indian din 1955, produs în studiourile Bollywood, regizat și având în rolul principal pe Raj Kapoor.
Acțiunea filmului îl are în centrul său pe Raj, un orfan sărac, dar educat, care vine la Bombay visând să aibă succes. Personajul interpretat de Kapoor este puternic influențat de „micul vagabond” al lui Charlie Chaplin, mai mult decât personajul interpretat de Kapoor în filmul Vagabondul (Awaara) (1951).
Filmul este o colaborare între producătorul/regizorul Kapoor și scenaristul Khwaja Ahmad Abbas, cu muzica compusă de Shankar Jaikishan și versurile de Shailendra. Cântecul „Mera Joota Hai Japani” („Pantofii mei sunt japonezi”) a devenit foarte popular și un simbol patriotic al noului stat independent India.

## Subiect
"Articolul 420" este povestea unui băiat de la țară, Raj Kumar (Raj Kapoor) de la Allahabad, care călătorește în marele oraș Bombay, mergând pe jos, pentru a-și câștiga un trai mai bun. El se îndrăgostește de săraca, dar virtuoasa Vidya (Nargis), dar este sedus în curând de stilul de viață necinstit și imoral al oamenilor bogați, reprezentați de un om de afaceri lipsit de scrupule și necinstit, Seth Sonachand Dharmaanand (Nemo) și de ispititoarea Maya (Nadira). El devine în cele din urmă un escroc sau „420”, care trișează la jocurile de cărți. Vidya încearcă să-l facă pe Raj un om bun, dar nu reușește.
Între timp, Sonachand vine cu un alt sistem de exploatare a oamenilor săraci, promițând să le construiască locuințe pentru doar 100 de rupii. Schema are succes, pe măsură ce oamenii depun bani pentru cumpărarea unei locuințe, renunțând la alte lucruri importante. Disprețul Vidyei față de Raj crește din ce în ce mai mult. Raj devine bogat, dar își dă seama în curând că a plătit un preț foarte mare pentru aceasta. Atunci când Raj descoperă că Sonachand nu intenționează să-și îndeplinească promisiunile, el decide să-și repare greșelile. 
Raj ia toate documentele semnate de oamenii săraci pentru cumpărarea de case și încearcă să fugă din casa lui Sonachand, dar este prins de acesta și de acoliții lui. Într-o încăierare care are loc, Sonachand îl împușcă mortal pe Raj. Când oamenii aud împușcătura, ei vin și-l văd pe Raj mort. Sonachand spune poliției că Raj a încercat să fugă după ce a furat bani din seiful lui, de aceea l-a împușcat.
La aceasta, „mortul” Raj revine la viață și folosind logica pură, dovedește vinovăția lui Sonachand. Sonachand și partenerii săi sunt arestați, în timp ce Vidya îl iartă fericită pe Raj. Filmul se încheie cu Raj spunând că „yeh 420 nahi; Shree 420 hain” („Aceștia nu sunt doar escroci, ei sunt escroci în haine de oameni respectabili”).

## Aluzii
Titlul se referă la articolul 420 al Codului penal indian, în care sunt pedepsite delictele de furt și înșelăciune, de care este acuzat personajul principal. 
În sanscrită, numele personajului „Vidya” înseamnă cunoaștere, iar „Maya” înseamnă iluzie.
Cuvintele „Ramaiya Vastavaiya” din cântecul omonim provin din limba telugu, în timp ce restul cântecului și filmului sunt în hindi.

## Distribuție
- Raj Kapoor — Ranbir Raj/Raj Kumar
- Nargis — Vidya Omkarnath Shastri
- Nadira — Maya
- Nemo — Seth Sonachand Dharmanand
- Lalita Pawar — Ganga Ma
- M. Kumar
- Hari Shivdasani
- Nana Palsikar
- Bhudo Advani
- Iftekhar — polițist
- Sheila Vaz
- Ramesh Sinha
- Rashid Khan
- Pesi Patel

## Recepție
Filmul a devenit popular în Uniunea Sovietică și România. S-a spus și că Raj Kapoor a fost la fel de popular ca Nehru în Rusia, ca urmare a succesului acestui film.
Filmul a adus încasări de peste 20 de milioane de rupii. Acest record a fost doborât doi ani mai târziu de Mother India (1957).
Cântecul „Mera Joota Hai Japani” a devenit un cântec patriotic favorit al multor indieni și se fac referiri adesea la el, inclusiv într-un discurs de acceptare a unui premiu de cunoscutul scriitor bengalez Mahasweta Devi la Târgul de Carte de la Frankfurt din 2006.
Enciclopedia cinematografică germană Lexikon des internationalen Films descrie astfel acest film: „Un om sărac, dar fericit, își vinde cinstea și devine bogat, dar nemulțumit. Conștientizându-și greșeala, el găsește calea către pocăință. Satiră cu o critică socială, formal ambițioasă.”.

## Muzică
| # | Titlu                       | Cântăreț                               | Durată |
| - | --------------------------- | -------------------------------------- | ------ |
| 1 | „Dil Ka Haal Sune Dilwaala” | Manna Dey                              | 5:36   |
| 2 | „Eechak Dana Beechak Dana”  | Mukesh, Lata Mangeshkar                | 5:08   |
| 3 | „Mera Juta Hai Japani”      | Mukesh                                 | 4:33   |
| 4 | „Mudh Mudh Ke Na Dekh”      | Asha Bhonsle, Manna Dey                | 6:34   |
| 5 | „O Janewale”                | Lata Mangeshkar                        | 2:20   |
| 6 | „Pyaar Huwa Ikraar Huwa”    | Lata Mangeshkar, Manna Dey             | 4:22   |
| 7 | „Ramaiya Vastavaiya”        | Mohammed Rafi, Lata Mangeshkar, Mukesh | 6:10   |
| 8 | „Sham Gayi Raat Aayi”       | Lata Mangeshkar                        | 4:00   |

## Premii
- 1956: Filmfare Awards
  - cea mai bună imagine: Radhoo Karmakar [3]
  - cel mai bun montaj: G.G. Mayekar
- 1956: National Film Awards
  - Certificate of Merit[4]